# Smolný klášter
Smolný klášter či Smolný monastýr je pravoslavný klášter nacházející se v ruském Petrohradě. Komplex se skládá z řady klášterních budov a chrámu Zmrtvýchvstání Krista, zvaný též prostě Smolný chrám. Svému náboženskému účelu však monastýr nikdy nesloužil.

## Historie
Roku 1764 byl v budovách kláštera otevřen Smolný institut – první dívčí škola v Rusku a internát pro urozené dívky. Od říjnové revoluce roku 1917 do března 1918 zasedala v klášteře Leninova revoluční vláda. V roce 1923 nechaly sovětské úřady katedrálu zavřít. Byla vyloupena a chátrala až do roku 1982, kdy byla přebudována na koncertní síň. Další budovy využívají vládní úřady, v části komplexu sídlí Petrohradská státní univerzita.
Výstavbu ženského kláštera plánovala carevna Alžběta I. Pro jeho realizaci vybrala stavitele Bartolomea Rastrelliho. Na carevnino přání se jeho předlohou staly jak zlaté báně moskevských chrámů, tak těžké formy italské barokní architektury. V roce 1748 byl položen základní kámen kláštera, hrubá stavba byla dokončena v roce 1757, katedrála byla dokončena o dalších sedm let později. Rastrelli chtěl barokně vyzdobit i interiér, jeho plány však přeťala smrt Alžběty v roce 1762, která se tak završení stavby nedočkala.
Na trůn po ní usedla Kateřina II. Veliká, která již měla jiný architektonický vkus. Dokončením celého kláštera na půdorysu řeckého kříže včetně interiéru v klasicistním slohu tak byl pověřen ruský architekt Vasilij Stasov. Práce pod jeho vedením byly provedeny až v letech 1832–1835.
Carevna Kateřina později klášter darovala městu Sankt Petěrburg.